# 네커 입방체
네커 입방체(Necker cube), 네커 정육면체, 네커 큐브는 1832년 스위스의 결정학자 루이스 앨버트 네커가 제시한 착시 현상이다. 간명한 뼈대 그림으로, 방향을 확인할 수 있는 단서가 제시되지 않은 채 평면에 표현된 입방체로서 앞면이 왼쪽 아래를 향하고 있거나, 오른쪽 위를 향하고 있는 두 가지 모양으로 해석될 수 있다.

네커 입방체(왼쪽), 불가능한 입방체(오른쪽)

## 같이 보기
- 파레이돌리아